# 12-Stunden-Rennen von Sebring 1982

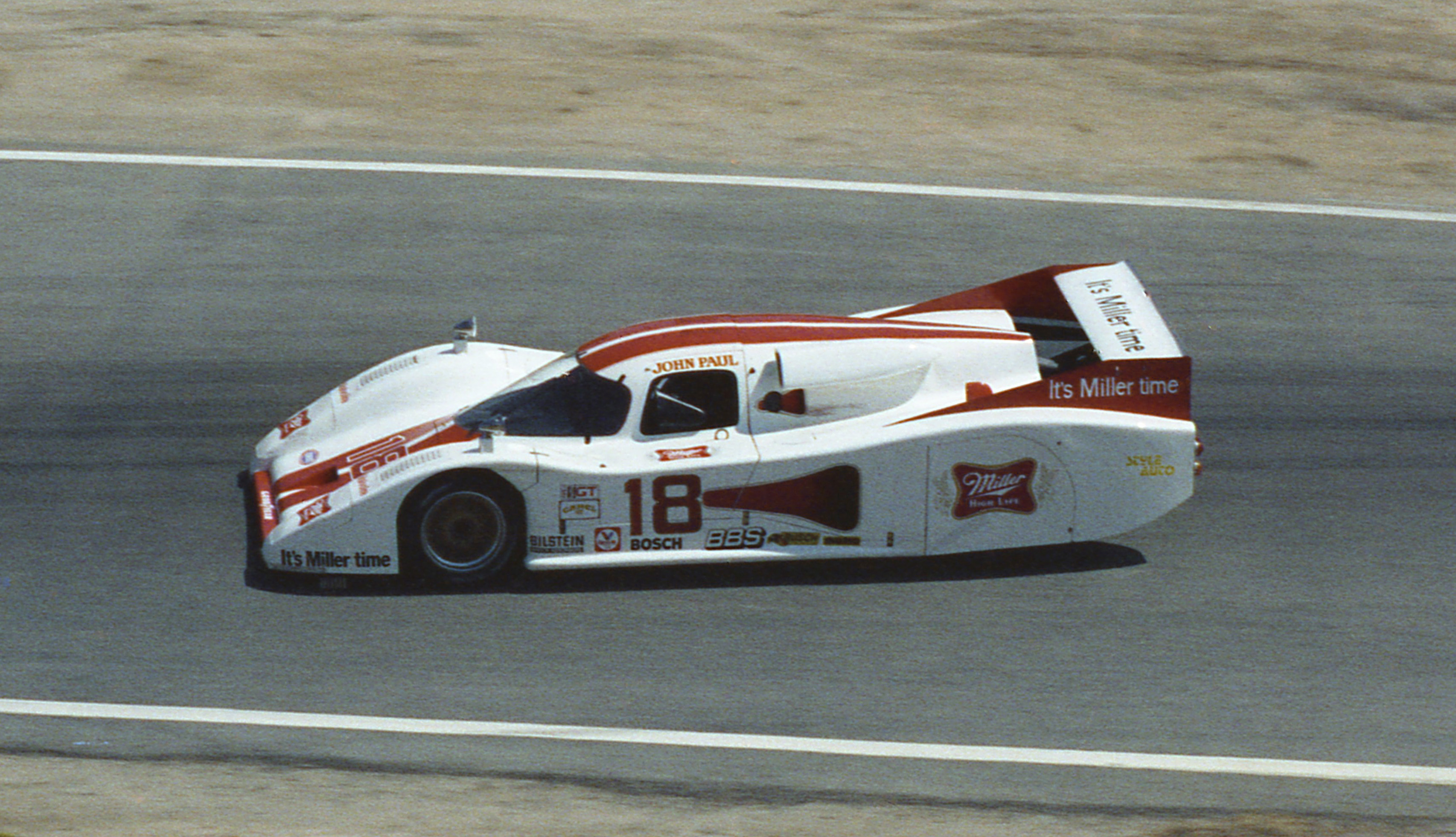
Lola T600......

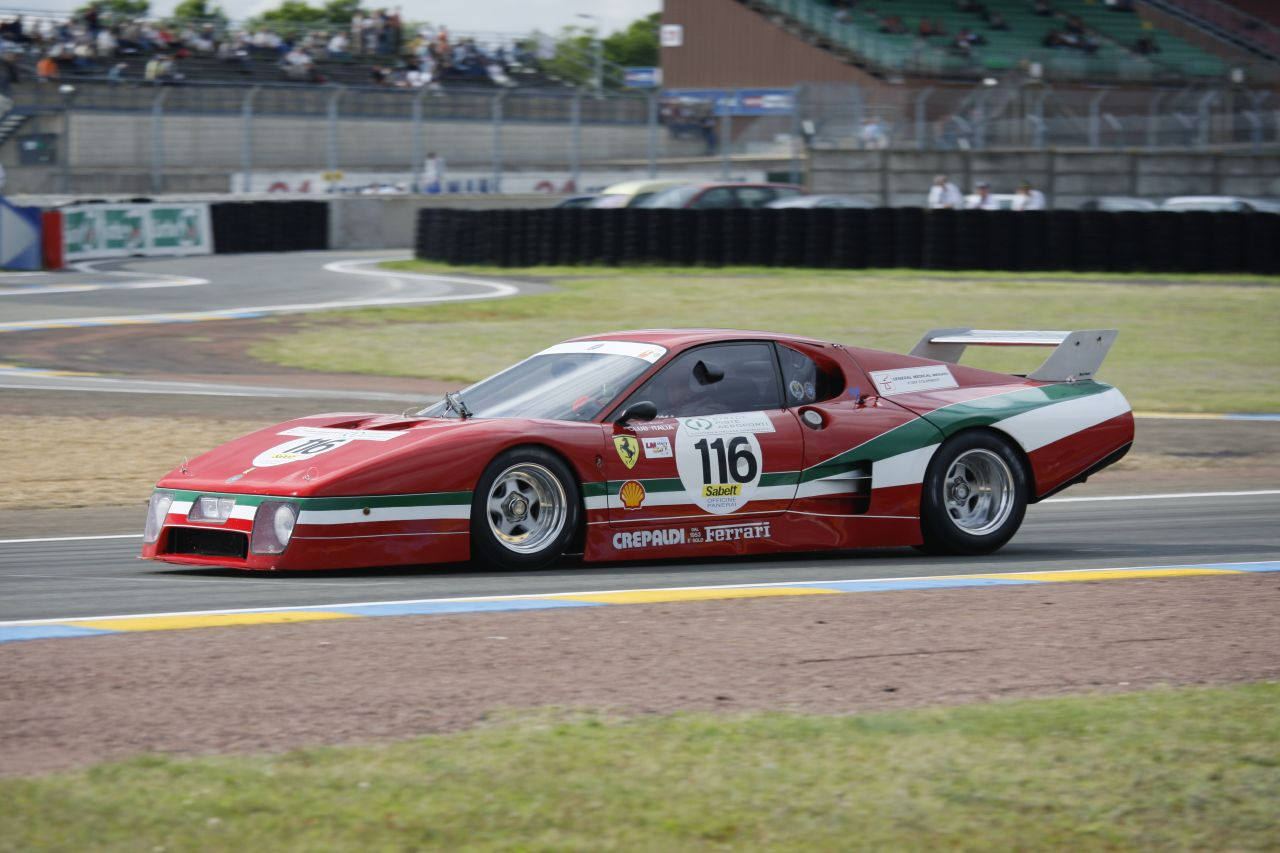
.....und Ferrari 512BB/LM; GTP-Prototypen in Sebring

Das 30. 12-Stunden-Rennen von Sebring, auch 30th Anniversary Coca-Cola Twelve Hours of Sebring Camel GT, Sebring Airport, fand am 20. März 1982 auf dem Sebring International Raceway statt und war der zweite Wertungslauf der IMSA-GTP-Serie dieses Jahres.

## Das Rennen
1982 war die zweite Saison der IMSA-GTP-Serie, und langsam begann die Veränderung des Starterfelds. Waren bisher bei den Rennen der International Motor Sports Association ausschließlich GT-Fahrzeuge unterschiedlicher Klassen startberechtigt, erfolgte 1981 die Öffnung für GTP-Rennwagen. Die ersten Prototypen waren der Chevron GTP und der Lola T600. Die Entwicklung des T600 geht einerseits auf diese Neuregulierung und anderseits auf den britischen Rennfahrer Brian Redman zurück. Redman und die Eigentümer des US-amerikanischen Rennstalls Cooke-Woods Racing waren auf der Suche nach einem Rennfahrzeug für die neu geschaffene Serie. Redman wandte sich an Eric Broadley, den Eigentümer von Lola Cars. Die ursprüngliche Idee, ein Lola T70-Fahrgestell mit einer neuen Karosserie auszustatten, wurde verworfen und stattdessen ein komplett neuer Rennwagen entwickelt. Der französische Rennwagendesigner Max Sardou konstruierte ein Ground-Effekt-Fahrzeug, das mit einer Aluminium-Karosserie verkleidet wurde. Die beiden Hinterräder waren völlig verdeckt. Bei Reifenwechsel musste zuerst eine Klappe entfernt werden, um an die Reifen zu kommen. Für die IMSA-GTP-Variante war als Motor ein V8-6-Liter-Aggregat von Chevrolet vorgesehen. Dazu kamen in der GTP-Klasse der March 82G und der Ferrari 512BB/LM.
Bei den Fahrern gab es eine spürbare Entwicklung hin zu mehr Internationalität. Waren ab Mitte der 1970er-Jahre in erster Linie nord- und mittelamerikanische Piloten am Start, fanden 1982 vermehrt Europäer den Weg in den US-amerikanischen Sportwagensport. Überhaupt fand das Rennen Anfang der 1980er-Jahre von Jahr zu Jahr mehr zur vielbeachteten Sportwagenveranstaltung zurück. 1982 kamen 63.000 Zuschauer am Renntag an die Strecke, und US-amerikanische Fernsehanstalten übertrugen das Rennen wieder live. Al Holbert (geb. 1946), damals einer der bekanntesten und populärsten nordamerikanischen Sportwagenpiloten, erinnerte sich in einem Interview, wie er in den 1950er-Jahren am Radiogerät die Übertragung verfolgt hatte und dabei von den Erfolgen seines Vaters Bob hörte.
Die beste Trainingszeit erzielte Bobby Rahal, der im March 82G mit einer Zeit von 2:27,067 Minuten die 200-km/h-Schallmauer durchbrach. Diese Zeit entsprach einer Durchschnittsgeschwindigkeit von 204,853 km/h. Damit war er um 3 km/h schneller als der Schweizer Joseph Siffert, der 1971 im Porsche 917 die bisher schnellste Qualifikationsrunde gefahren war. Im Training hatte der Schauspieler James Brolin, der gemeinsam mit den Profipiloten Jim Busby und Doc Bundy fuhr, einen Unfall, bei dem er den Porsche 924 Carrera zerstörte. Als Wiedergutmachung musste er am Abend vor dem Rennen den Grill des Teams bedienen.
Das Rennen 1982 war eines der ausfallreichsten dieser Sebring-Phase. Nach vier Stunden Rennzeit war bereits mehr als ein Drittel des Felds ausgefallen. Einer der Ersten war John Fitzpatrick, der schon nach sieben Runden einen Unfall hatte. Bis auf den Sieger bekam jedes Team, das in Führung lag, Schwierigkeiten und musste entweder aufgeben oder fiel zurück. Auch der Siegerwagen, der Porsche 935 JLP-3 von John Paul und dessen Sohn hatte am Schluss Probleme mit einem Zylinder, gewann das Rennen aber mit mehr als einer Minute Vorsprung auf den March von Rahal, Mauricio de Narváez und Jim Trueman.

## Ergebnisse

### Schlussklassement
| 1               | GTP | 18 | JLP Racing                  | John Paul junior John Paul senior                     | Porsche 935 JLP-3            | 244 |
| 2               | GTP | 46 | Garretson Development       | Bobby Rahal Mauricio de Narváez Jim Trueman           | March 82G                    | 244 |
| 3               | GTP | 8  | JLP Racing                  | Marion Speer Terry Wolters Charles Mendez             | Porsche 935 JLP-2            | 237 |
| 4               | GTO | 50 | Diego Febles Racing         | Diego Febles Tato Ferrer Chiqui Soldevilla            | Porsche Carrera RSR          | 235 |
| 5               | GTP | 86 | Bayside Disposal Racing     | Hurley Haywood Al Holbert Bruce Leven                 | Porsche 935/80               | 231 |
| 6               | GTU | 38 | Mandeville Racing Ent.      | Roger Mandeville Jeff Kline Amos Johnson              | Mazda RX-7                   | 224 |
| 7               | GTP | 9  | Garretson Development       | Ray Ratcliff Grady Clay Skeeter McKitterick           | Porsche 935K3                | 224 |
| 8               | GTO | 39 | R & H Racing                | Rainer Brezinka Rudy Bartling Fritz Hochreuter        | Porsche Carrera RSR          | 221 |
| 9               | GTO | 01 | Marketing Corporation       | John Morton Tom Klausler                              | Ford Mustang                 | 219 |
| 10              | GTO | 05 | T & R Racing                | Tico Almeida Ernesto Soto Rene Rodriguez              | Porsche Carrera RSR          | 218 |
| 11              | GTO | 26 | Roe-Selby Racing            | Earl Roe Tim Selby                                    | Porsche Carrera RSR          | 212 |
| 12              | GTP | 5  | Bob Akin Motor Racing       | Derek Bell Craig Siebert Bob Akin                     | Porsche 935K3/80             | 212 |
| 13              | GTU | 63 | Jim Downing                 | Jim Downing Tom Waugh John Maffucci                   | Mazda RX-7                   | 209 |
| 14              | GTO | 75 | D & L Performance           | Doug Lutz Dave Panaccione                             | Porsche Carrera RSR          | 205 |
| 15              | GTO | 02 | Marketing Corporation       | Milt Minter John Bauer                                | Ford Mustang                 | 194 |
| 16              | GTU | 27 | Scuderia Rosso              | Jim Fowells Ray Mummery John Carusso                  | Mazda RX-7                   | 194 |
| 17              | GTU | 61 | Paul Goral                  | Paul Goral Nort Northam Jim Burt                      | Porsche 911                  | 189 |
| 18              | GTO | 21 | Creviér & Associates        | Joe Crevier Paul Fassler Bob Zeigel                   | BMW M1                       | 187 |
| 19              | GTU | 77 | Dudley Davis                | Dudley Davis Henry Godfredson Charlie Lloyd           | Porsche 911                  | 184 |
| 20              | GTU | 78 | Der Klaus Haus              | Vicki Smith Klaus Bitterauf Scott Flanders            | Porsche 911                  | 183 |
| 21              | GTO | 58 | Brumos Racing               | Jim Busby Doc Bundy James Brolin                      | Porsche 924 Carrera          | 175 |
| 22              | GTU | 68 | John Rynerson               | Jack Rynerson Van McDonald Harvey McDonald            | Porsche 911                  | 168 |
| 23              | GTO | 88 | Shafer Concrete             | George Shafer Craig Shafer Al Crookston               | Chevrolet Camaro             | 144 |
| 24              | GTU | 07 | Road Runner Racing          | Tom Buckley Peter Aschenbrenner Gene Rutherford       | Porsche 914/6                | 142 |
| 25              | GTP | 97 | The Cummings Marque         | Don Cummings Irwin Ayes                               | Chevrolet Monza              | 141 |
| 26              | GTO | 94 | Bard Boand                  | Bard Boand Richard Anderson Brian Utt                 | Chevrolet Corvette Sting Ray | 138 |
| 27              | GTU | 93 | Uli Bieri                   | Uli Bieri Jean-Pierre Zingg Herman Lausberg           | Porsche 911                  | 127 |
| 28              | GTP | 81 | Meldeau Tire World          | Bill McDill Mike Meldeau Tom Juckette                 | Chevrolet Camaro             | 104 |
| Ausgefallen     |     |    |                             |                                                       |                              |     |
| 29              | GTP | 00 | Interscope Racing           | Ted Field Danny Ongais                                | Porsche 935K3/80             | 187 |
| 30              | GTP | 7  | Cooke Racing                | Ralph Kent-Cooke Jim Adams David Hobbs                | Lola T600                    | 184 |
| 31              | GTU | 42 | Gary Wonzer                 | Gary Wonzer Bill Bean Chuck Grantham                  | Porsche 911                  | 164 |
| 32              | GTP | 6  | North American Racing Team  | Desiré Wilson Janet Guthrie Bonnie Henn               | Ferrari 512BB/LM             | 163 |
| 33              | GTP | 16 | T-Bird Swap Shop            | Marty Hinze Bill Whittington Don Whittington          | Porsche 935K3                | 151 |
| 34              | GTP | 09 | T-Bird Swap Shop            | Preston Henn Dale Whittington Randy Lanier            | Porsche 935K3                | 146 |
| 35              | GTO | 4  | Oftedahl Racing             | Darin Brassfield Jerry Brassfield Bill Cooper         | Pontiac Firebird             | 135 |
| 36              | GTU | 66 | Dunham Trucking             | Jack Dunham Luis Sereix                               | Mazda RX-7                   | 124 |
| 37              | GTO | 34 | Drolsom Racing              | George Drolsom Bill Johnson Tom Davey                 | Porsche 924 Carrera          | 119 |
| 38              | GTP | 03 | Angelo Pallavicini          | Angelo Pallavicini Neil Crang John Sheldon            | Porsche 935                  | 119 |
| 39              | GTU | 96 | Bon Temps Racing            | Ron Reed Mike Langlinais                              | Datsun 240Z                  | 119 |
| 40              | GTO | 39 | Montura Racing              | Tony Garcia Albert Naon Fred Stiff                    | BMW M1                       | 116 |
| 41              | GTU | 51 | Red Roof Inns               | Ed Pimm Walt Bohren Doug Carmean                      | Mazda RX-7                   | 103 |
| 42              | GTP | 20 | Fuchs-Whitaker              | Bruce Jernigan William Boyer                          | Chevrolet Camaro             | 90  |
| 43              | GTO | 84 | Scorpio Racing              | Enrique Molins Eduardo Barrientos                     | Porsche 934                  | 77  |
| 44              | GTP | 25 | Red Lobster Racing          | Dave Cowart Kenper Miller                             | March 82G                    | 72  |
| 45              | GTP | 69 | Kenneth LaGrow              | Kenneth LaGrow William Boyer Jack Turner              | Chevrolet Monza              | 68  |
| 46              | GTO | 44 | Stratagraph Inc.            | Billy Hagan Gene Felton                               | Chevrolet Camaro             | 63  |
| 47              | GTU | 30 | Case Racing                 | Ron Case Michael Harry Angelo Pizzagelli              | Porsche 911                  | 62  |
| 48              | GTP | 65 | Prancing Horse Farm Racing  | Carson Baird Tom Pumpelly Chip Mead                   | Ferrari 512BB/LM             | 59  |
| 49              | GTP | 74 | Mark Wagoner                | Del Russo Taylor Wayne Dassinger                      | Chevron GTP                  | 57  |
| 50              | GTO | 40 | Manuel Villa                | Luis Gordillo Manuel Villa Mandy Gonzalez             | Porsche Carrera RSR          | 56  |
| 51              | GTO | 79 | ProMotion Whitehall         | Tom Winters Robert Overby Bob Bergstrom               | Porsche 924 Carrera GTR      | 55  |
| 52              | GTO | 10 | Oftedahl Racing             | Bob Raub Tony Brassfield Carl Shafer                  | Pontiac Firebird             | 52  |
| 53              | GTU | 87 | Ralph Sanchez Racing        | Luis Mendez Ralph Sanchez Armando Ramirez             | Mazda RX-7                   | 50  |
| 54              | GTP | 23 | Superior Racing             | Raul Garcia Armando Fernandez                         | Chevrolet Camaro             | 38  |
| 55              | GTU | 82 | Trinity Racing              | Jim Cook Jim Mullen                                   | Mazda RX-7                   | 38  |
| 56              | GTU | 15 | Timothy Lee                 | Timothy Lee Al White Craig Pearce                     | Mercury Capri                | 38  |
| 57              | GTO | 53 | Fomfor Racing El Salvador   | Francisco Miguel Guillermo Valiente Benjamin Gonzalez | BMW 3.0 CSL                  | 27  |
| 58              | GTP | 48 | Sanyo                       | Phil Currin John Carusso                              | Chevrolet Corvette           | 26  |
| 59              | GTU | 3  | Ned Skiff                   | Ned Skiff Jim Leo                                     | Renault R12                  | 26  |
| 60              | GTO | 19 | Van Every Racing            | Ash Tisdelle Lance Van Every                          | Porsche Carrera RSR          | 23  |
| 61              | GTO | 36 | Herman-Miller P. A.         | Paul Miller Pat Bedard Jürgen Barth                   | Porsche 924 Carrera          | 23  |
| 62              | GTP | 45 | Stratagraph Inc.            | Hershel McGriff Richard Brooks                        | Chevrolet Camaro             | 21  |
| 63              | GTO | 60 | Bob’s Speed Products        | Bob Lee Brian Erikson Guy Church                      | AMC AMX                      | 18  |
| 64              | GTO | 71 | Sunrise Auto Parts          | Jeff Loving Edward Belin                              | Chevrolet Camaro             | 14  |
| 65              | GTP | 2  | John Fitzpatrick Racing     | John Fitzpatrick David Hobbs                          | Porsche 935K3/80             | 7   |
| 66              | GTO | 29 | Oberdorfer Research         | Hoyt Overbagh Peter Kirill Scott Smith                | Oldsmobile Starfire          | 7   |
| 67              | GTO | 11 | Kendall Racing              | Dennis Aase Chuck Kendall John Hotchkis               | BMW M1                       | 1   |
| Nicht gestartet |     |    |                             |                                                       |                              |     |
| 68              | GTP | 0  | Interscope Racing           | Ted Field Danny Ongais                                | Porsche 935K3/80             | 1   |
| 69              | GTO | 17 | Tim Chitwood                | Tim Chitwood Joe Varde                                | Chevrolet Camaro             | 2   |
| 70              | GTO | 22 | Toyota Village Inc.         | Werner Frank Ken Marden                               | Porsche 934                  | 3   |
| 71              | GTO | 28 | McVey Racing Enterprises    | Bill McVey David Deacon Scott Smith                   | Chevrolet Camaro             | 4   |
| 72              | GTU | 31 | Hallet Motor Racing Circuit | Anatoly Arutunoff José Marina                         | Lancia Stratos               | 5   |
| 73              | GTP | 47 | Frank Rubino                | Frank Rubino Tom Davis                                | Ferrari 512BB                | 6   |

1 Trainingswagen
2 nicht gestartet
3 nicht gestartet
4 nicht gestartet
5 nicht gestartet
6 Getriebeschaden im Training

### Nur in der Meldeliste
Hier finden sich Teams, Fahrer und Fahrzeuge, die ursprünglich für das Rennen gemeldet waren, aber aus den unterschiedlichsten Gründen daran nicht teilnahmen.
| Pos. | Klasse | Nr. | Team                   | Fahrer                                     | Chassis             |
| ---- | ------ | --- | ---------------------- | ------------------------------------------ | ------------------- |
| 74   | GTO    | 04  | Almeida Rodriguez      | Fred Flaquer Joe Gonzalez Lee Myers        | Porsche Carrera RSR |
| 75   | GTO    | 13  | T & R Racing           | Rene Rodriguez Tico Almeida John Greenwood | Chevrolet Corvette  |
| 76   | GTO    | 35  | Wolters Speer          | Marion Speer Terry Wolters Ray Ratcliff    | Porsche Carrera RSR |
| 77   | GTO    | 56  | Rick Borlase           | Rick Borlase Michael Hammond               | Porsche Carrera     |
| 78   | GTO    | 57  | Capricorn Motor Racing | Mike Williamson Charles Gano               | Chevrolet Corvette  |
| 79   | GTU    | 73  | Vincent Collins        | Vincent Collins Lojza Vosta                | Chevrolet Vega      |
| 80   | GTU    | 92  | Rick Knoop             | Rick Knoop Lee Mueller Kathy Rude          | Mazda RX-7          |

### Klassensieger
| Klasse | Fahrer           | Fahrer           | Fahrer            | Fahrzeug            | Platzierung im Gesamtklassement |
| ------ | ---------------- | ---------------- | ----------------- | ------------------- | ------------------------------- |
| GTP    | John Paul        | John Paul junior |                   | Porsche 935 JLP-3   | Gesamtsieg                      |
| GTO    | Diego Febles     | Tato Ferrer      | Chiqui Soldevilla | Porsche Carrera RSR | Rang 4                          |
| GTU    | Roger Mandeville | Jeff Kline       | Amos Johnson      | Mazda RX-7          | Rang 6                          |

### Renndaten
- Gemeldet: 80
- Gestartet: 67
- Gewertet: 28
- Rennklassen: 3
- Zuschauer: 63000
- Wetter am Renntag: warm und trocken
- Streckenlänge: 8,369 km
- Fahrzeit des Siegerteams: 12:02:16,072 Stunden
- Gesamtrunden des Siegerteams: 244
- Gesamtdistanz des Siegerteams: 2041,936 km
- Siegerschnitt: 169,627 km/h
- Pole Position: Bobby Rahal – March 82G (#46) – 2:27,067 – 204,853 km/h
- Schnellste Rennrunde: John Fitzpatrick – Porsche 935K3/80 (#2) – 2.34,490 – 195,009 km/h
- Rennserie: 2. Lauf zur IMSA-GTP-Serie 1982